# Nati nel 1788
| Questa pagina contiene informazioni ricavate automaticamente dalle voci biografiche con l'ausilio del template Bio e di un bot. L'aggiornamento è periodico e automatico e ricostruisce completamente la pagina. Se manca una persona in questa lista, sei pregato di non aggiungerla, ma accertati piuttosto che la sua voce biografica contenga il template Bio e che i dati anagrafici siano correttamente compilati. Se il template Bio manca, inseriscilo tu stesso o, in alternativa, metti l'avviso {{tmp\|Bio}} che ne segnala la mancanza. Se i dati riportati sono sbagliati, correggi direttamente la voce biografica; le modifiche saranno visibili in questa lista entro pochi giorni. Per chiarimenti vedi il progetto biografie. La lista contiene solo le 230 persone che sono citate nell'enciclopedia e per le quali è stato implementato correttamente il template Bio. Pagina aggiornata al 2 giu 2025. |

## Gennaio(16)
- 1º gennaio - Étienne Cabet, politico francese († 1856)
- 3 gennaio - Georg von Thurn und Valsassina, generale, diplomatico e nobile austriaco († 1866)
- 5 gennaio - Caspar Ett, organista e compositore tedesco († 1847)
- 7 gennaio - Giuseppe Olivi, politico italiano († 1861)
- 8 gennaio - Rodolfo Giovanni d'Asburgo-Lorena, cardinale e arcivescovo cattolico austriaco († 1831)
- 8 gennaio - John Canfield Spencer, politico statunitense († 1855)
- 8 gennaio - Eugenio di Württemberg, generale tedesco († 1857)
- 12 gennaio - Franziska Sontag, soprano e attrice teatrale tedesca († 1865)
- 19 gennaio - Pavel Dmitrievič Kiselëv, generale russo († 1872)
- 20 gennaio - Michele De Martino, mercante italiano († 1860)
- 21 gennaio - Nicolò de Miniussi, generale e diplomatico austriaco († 1868)
- 21 gennaio - William Henry Smyth, astronomo e ammiraglio britannico († 1865)
- 22 gennaio - George Gordon Byron, nobile, poeta e politico britannico († 1824)
- 27 gennaio - Pietro Contrucci, abate, politico e epigrafista italiano († 1859)
- 30 gennaio - John William Fisher, chirurgo britannico († 1876)
- 31 gennaio - Felice Romani, librettista, poeta e critico musicale italiano († 1865)

## Febbraio(21)
- 4 febbraio - John Kenrick, storico e traduttore inglese († 1877)
- 5 febbraio - José Maria Rita de Castelo Branco, militare e politico portoghese († 1872)
- 5 febbraio - Sarah Goodridge, pittrice statunitense († 1853)
- 5 febbraio - Károly Kisfaludy, scrittore, drammaturgo e pittore ungherese († 1830)
- 5 febbraio - Robert Peel, politico britannico († 1850)
- 9 febbraio - Antonio Orsini, patriota e naturalista italiano († 1870)
- 10 febbraio - Johann Peter Pixis, pianista e compositore tedesco († 1874)
- 11 febbraio - Antonio Agnelli, ingegnere e funzionario italiano († 1865)
- 12 febbraio - Johann von Hlavaty, generale e ingegnere austriaco († 1870)
- 12 febbraio - Karl Reichenbach, scienziato tedesco († 1869)
- 13 febbraio - Francesco Cocchi, pittore e scenografo italiano († 1865)
- 16 febbraio - Juan Van Halen, generale spagnolo († 1864)
- 18 febbraio - Giuliana Sofia di Danimarca, principessa danese († 1850)
- 19 febbraio - Giovanni Battista Vergani, architetto italiano († 1865)
- 20 febbraio - Giuseppe Cosenza, cardinale e arcivescovo cattolico italiano († 1863)
- 21 febbraio - Giovanni Battista Gallini, imprenditore e politico italiano († 1848)
- 22 febbraio - Arthur Schopenhauer, filosofo, orientalista e traduttore tedesco († 1860)
- 24 febbraio - Henry Ducie Chads, ammiraglio britannico († 1868)
- 24 febbraio - Johan Christian Dahl, pittore norvegese († 1857)
- 25 febbraio - Thomas Cubitt, imprenditore britannico († 1855)
- 29 febbraio - Louis-François-Auguste de Rohan-Chabot, cardinale e arcivescovo cattolico francese († 1833)

## Marzo(21)
- 1º marzo - George Ledwell Taylor, architetto inglese († 1873)
- 3 marzo - Fernando Estévez, scultore, pittore e urbanista spagnolo († 1854)
- 5 marzo - Giovanni Battista Sella, imprenditore e politico italiano († 1878)
- 7 marzo - Antoine César Becquerel, fisico francese († 1878)
- 7 marzo - Adriano Fieschi, cardinale italiano († 1858)
- 10 marzo - Joseph von Eichendorff, poeta, scrittore e drammaturgo tedesco († 1857)
- 12 marzo - David d'Angers, scultore e medaglista francese († 1856)
- 14 marzo - Giuseppe Rondizzoni, militare italiano († 1866)
- 16 marzo - Dietrich Wilhelm Heinrich Busch, chirurgo tedesco († 1858)
- 16 marzo - Giuseppe Giovannetti, militare italiano († 1848)
- 17 marzo - Heinrich von Hess, generale austriaco († 1870)
- 20 marzo - Thomas Medwin, poeta e traduttore britannico († 1869)
- 21 marzo - Boniface de Castellane, nobile e generale francese († 1862)
- 21 marzo - Ignaz Venetz, ingegnere e naturalista svizzero († 1859)
- 23 marzo - Johann Heinrich Dierbach, botanico, medico e scrittore tedesco († 1845)
- 23 marzo - Teresa Orsini Doria Pamphilj Landi, nobile italiana († 1829)
- 29 marzo - Gaetano Baluffi, cardinale e arcivescovo cattolico italiano († 1866)
- 29 marzo - Carlo Emanuele La Marmora, politico e militare italiano († 1854)
- 29 marzo - Carlo Maria Isidoro di Borbone-Spagna, nobile spagnolo († 1855)
- 30 marzo - Amedeo Ravina, poeta, patriota e politico italiano († 1857)
- 30 marzo - Giuseppe Sanguettola, vescovo cattolico italiano († 1854)

## Aprile(19)
- 1º aprile - Margherita Occhiena, italiana († 1856)
- 2 aprile - Francisco Balagtas, poeta filippino († 1862)
- 2 aprile - Paul-Antoine Cap, farmacologo e naturalista francese († 1877)
- 5 aprile - Michail Fëdorovič Orlov, diplomatico e militare russo († 1842)
- 5 aprile - Franz Pforr, pittore tedesco († 1812)
- 10 aprile - Ferdinando Lanza, generale italiano († 1865)
- 13 aprile - Auguste François Chomel, patologo francese († 1858)
- 16 aprile - Pietro Borsieri, scrittore e patriota italiano († 1852)
- 17 aprile - Edwin Atherstone, poeta e drammaturgo britannico († 1872)
- 18 aprile - Michele Bisi, incisore e pittore italiano († 1874)
- 18 aprile - Charlotte Murchison, geologa britannica († 1869)
- 20 aprile - Carlotta Gargalli, pittrice italiana († 1840)
- 20 aprile - Juraj Haulík, cardinale e arcivescovo cattolico slovacco († 1869)
- 20 aprile - Spyridōn Trikoupis, politico e diplomatico greco († 1873)
- 22 aprile - Pierre Joseph Pelletier, chimico francese († 1842)
- 23 aprile - Elisabetta Sanna, religiosa italiana († 1857)
- 24 aprile - Giacinto Fedele Avet, magistrato e politico italiano († 1855)
- 24 aprile - Carl Mayer von Rothschild, banchiere tedesco († 1855)
- 27 aprile - Charles Robert Cockerell, architetto e archeologo britannico († 1863)

## Maggio(16)
- 6 maggio - Esprit Requien, botanico e paleontologo francese († 1851)
- 9 maggio - Giovanni Aloisio III di Oettingen-Spielberg, principe tedesco († 1855)
- 10 maggio - Augustin-Jean Fresnel, ingegnere e fisico francese († 1827)
- 10 maggio - Ekaterina Pavlovna Romanova, nobile russa († 1819)
- 13 maggio - Francis Russell, VII duca di Bedford, politico britannico († 1861)
- 15 maggio - Neil Arnott, medico scozzese († 1874)
- 15 maggio - James Gadsden, militare, imprenditore e diplomatico statunitense († 1858)
- 16 maggio - Francesco Iavarone, vescovo cattolico, teologo e archeologo italiano († 1854)
- 16 maggio - Friedrich Rückert, poeta tedesco († 1866)
- 17 maggio - Orazio Imberciadori, pittore e architetto italiano († 1861)
- 18 maggio - Hugh Clapperton, esploratore scozzese († 1827)
- 23 maggio - Lewis Tappan, mercante e attivista statunitense († 1873)
- 25 maggio - José María Moscoso de Altamira, politico spagnolo († 1854)
- 25 maggio - Luigi Voghera, architetto italiano († 1840)
- 26 maggio - Joseph Marion Hernández, politico statunitense († 1857)
- 27 maggio - Antonio Marini, pittore, incisore e restauratore italiano († 1861)

## Giugno(15)
- 3 giugno - Edward F. Tattnall, politico statunitense († 1832)
- 6 giugno - Paolo Toschi, incisore e architetto italiano († 1854)
- 7 giugno - Francesco Augusto Bon, drammaturgo italiano († 1858)
- 8 giugno - Charles Anderson Wickliffe, politico statunitense († 1869)
- 15 giugno - Ekaterina Michajlovna Potëmkina, nobildonna russa († 1872)
- 17 giugno - Augustus Applegath, tipografo e inventore britannico († 1871)
- 18 giugno - Karl Sigismund Kunth, botanico tedesco († 1850)
- 18 giugno - Ernesta Legnani Bisi, pittrice italiana († 1859)
- 20 giugno - Orsola Cozzi, scrittrice e romanziera italiana († 1831)
- 20 giugno - James Mott, mercante statunitense († 1868)
- 21 giugno - Augusta di Baviera, principessa († 1851)
- 22 giugno - Seymour Kirkup, pittore e storico dell'arte britannico († 1880)
- 24 giugno - Alberto Parolini, botanico italiano († 1867)
- 26 giugno - Carl Christian Vogel von Vogelstein, pittore tedesco († 1868)
- 27 giugno - Carlo Giuseppe Bronzetti, militare italiano († 1854)

## Luglio(11)
- 1º luglio - Jean Victor Poncelet, matematico e ingegnere francese († 1867)
- 2 luglio - Antonio Franzini, politico e generale italiano († 1860)
- 3 luglio - Frédéric Regnault de La Susse, ammiraglio francese († 1860)
- 8 luglio - Luigi Zenone Quaglia, politico italiano († 1860)
- 9 luglio - Charlotte Sophia Leveson-Gower, nobildonna inglese († 1870)
- 18 luglio - Heinrich Reinhold, pittore e incisore tedesco († 1825)
- 19 luglio - Antonio Maria Bordoni, matematico italiano († 1860)
- 23 luglio - Prideaux John Selby, ornitologo, botanico e artista inglese († 1867)
- 25 luglio - Santiago Mariño, politico venezuelano († 1854)
- 27 luglio - Victor Chauvet, poeta e drammaturgo francese († 1842)
- 28 luglio - Giuseppe Canella, pittore italiano († 1847)

## Agosto(13)
- 2 agosto - Leopold Gmelin, chimico tedesco († 1853)
- 4 agosto - Alexandre Langlois, orientalista e traduttore francese († 1854)
- 4 agosto - Adrien-Louis Lusson, architetto e decoratore francese († 1864)
- 12 agosto - Georg Matthias von Martens, botanico tedesco († 1872)
- 14 agosto - Francesco Maria Avellino, archeologo, linguista e numismatico italiano († 1850)
- 14 agosto - Raffaello Lambruschini, politico, agronomo e pedagogista italiano († 1873)
- 15 agosto - Luigi Bartolucci, patriota italiano († 1859)
- 16 agosto - Luigi Ciacchi, cardinale italiano († 1865)
- 17 agosto - Godefroy Engelmann, litografo francese († 1839)
- 22 agosto - Thomas Tredgold, ingegnere e scrittore britannico († 1829)
- 24 agosto - Bartolomé Hidalgo, scrittore, poeta e drammaturgo uruguaiano († 1822)
- 24 agosto - Joseph Hillebrand, filosofo tedesco († 1871)
- 31 agosto - Giuseppe Godeassi, arcivescovo cattolico italiano († 1861)

## Settembre(22)
- 1º settembre - James Thompson, educatore e religioso scozzese († 1854)
- 4 settembre - Samuele Jesi, incisore italiano († 1853)
- 5 settembre - Jean-Pierre Abel-Rémusat, orientalista, bibliotecario e sinologo francese († 1832)
- 6 settembre - Friedrich Wilhelm Schadow, pittore tedesco († 1862)
- 7 settembre - Georges Allamand, politico francese († 1855)
- 10 settembre - Jacques Boucher de Crèvecœur de Perthes, geologo, archeologo e antiquario francese († 1868)
- 10 settembre - Antonio Profumo, politico e mercante italiano († 1852)
- 13 settembre - Cesare Della Chiesa di Benevello, letterato, saggista e pittore italiano († 1853)
- 14 settembre - Gabriele Laureani, presbitero, letterato e bibliotecario italiano († 1849)
- 17 settembre - Karl von Abel, politico tedesco († 1859)
- 17 settembre - Karl von der Gröben, generale prussiano († 1876)
- 19 settembre - Georg Freytag, filologo e arabista tedesco († 1861)
- 21 settembre - Guglielmina di Baden, duchessa († 1836)
- 21 settembre - Geert Adriaans Boomgaard, militare e supercentenario olandese († 1899)
- 21 settembre - Giuseppe Puccioni, politico italiano († 1866)
- 21 settembre - Margaret Taylor, first lady statunitense († 1852)
- 22 settembre - Theodore Edward Hook, scrittore inglese († 1841)
- 23 settembre - Bento Gonçalves da Silva, militare, politico e rivoluzionario brasiliano († 1847)
- 24 settembre - Isidore Dagnan, pittore francese († 1883)
- 26 settembre - Charles-Victor Prévost d'Arlincourt, scrittore francese († 1856)
- 28 settembre - Gustav Friedrich Hetsch, architetto danese († 1864)
- 30 settembre - FitzRoy Somerset, I barone Raglan, generale britannico († 1855)

## Ottobre(17)
- 1º ottobre - Mary Prince, scrittrice britannica
- 2 ottobre - Samuele Della Vida, dirigente d'azienda, imprenditore e banchiere italiano († 1879)
- 3 ottobre - Armand d'Artois, drammaturgo e librettista francese († 1867)
- 3 ottobre - Lorenzo de Zavala, politico messicano († 1836)
- 8 ottobre - Arthur Hill, III marchese del Downshire, nobile e politico irlandese († 1845)
- 11 ottobre - Simon Sechter, organista, compositore e direttore d'orchestra austriaco († 1867)
- 19 ottobre - Bonifacio Visconti d'Ornavasso, generale italiano († 1877)
- 22 ottobre - Benedetto Colonna Barberini di Sciarra, cardinale italiano († 1863)
- 23 ottobre - William Waldegrave, VIII conte Waldegrave, nobile e ufficiale inglese († 1859)
- 24 ottobre - Jacob Gijsbertus Samuël van Breda, biologo e docente olandese († 1867)
- 24 ottobre - Sarah Josepha Hale, scrittrice, attivista e editrice statunitense († 1879)
- 24 ottobre - Luigi Domeniconi, attore teatrale italiano († 1868)
- 24 ottobre - Francesco Facchini, medico, botanico e naturalista italiano († 1852)
- 24 ottobre - Giovanni Battista Spotorno, storico e letterato italiano († 1844)
- 24 ottobre - Rafael Urdaneta, militare e politico venezuelano († 1845)
- 27 ottobre - Robert Jocelyn, III conte di Roden, politico irlandese († 1870)
- 30 ottobre - Agostino Zanelli, avvocato, letterato e filantropo italiano († 1876)

## Novembre(15)
- 2 novembre - James Iredell Jr., politico statunitense († 1853)
- 4 novembre - Jacques-Édouard Gatteaux, scultore e medaglista francese († 1881)
- 6 novembre - Giuseppe Donizetti, compositore italiano († 1856)
- 8 novembre - Abel Dufresne, magistrato, letterato e pittore francese († 1862)
- 10 novembre - Vincenzo Andriani, medico e archeologo italiano († 1851)
- 11 novembre - Pietro Paleocapa, scienziato, politico e ingegnere italiano († 1869)
- 12 novembre - William Strickland, architetto, ingegnere e pittore statunitense († 1854)
- 14 novembre - Michail Petrovič Lazarev, esploratore e ammiraglio russo († 1851)
- 15 novembre - Karl Schönhals, militare austriaco († 1857)
- 16 novembre - Joseph Kopp, filologo classico tedesco († 1842)
- 17 novembre - Antonio Calì, scultore e pittore italiano († 1866)
- 17 novembre - Isaac Jennings, medico statunitense († 1874)
- 17 novembre - Elise d'Ahlefeldt-Laurwig, nobildonna danese († 1855)
- 20 novembre - Félix Varela, filosofo cubano († 1853)
- 27 novembre - Juan Facundo Quiroga, militare e politico argentino († 1835)

## Dicembre(15)
- 3 dicembre - Louis Nicolas Lemasle, pittore francese († 1876)
- 8 dicembre - Sergej Grigor'evič Volkonskij, generale e rivoluzionario russo († 1865)
- 12 dicembre - Francesco Morelli, fantino italiano († 1822)
- 14 dicembre - James Clark, medico scozzese († 1870)
- 17 dicembre - Giovanni Battista Giani, archeologo italiano († 1859)
- 17 dicembre - Georg Ludwig Friedrich Laves, architetto, ingegnere e urbanista tedesco († 1864)
- 18 dicembre - Camille Pleyel, compositore e pianista francese († 1855)
- 21 dicembre - Adamo Tadolini, scultore italiano († 1868)
- 23 dicembre - Gaspard Brunet, politico francese († 1854)
- 23 dicembre - Roberto Giovanni F. Roberti, cardinale italiano († 1867)
- 24 dicembre - Bernardo Falqui Pes, politico italiano († 1864)
- 26 dicembre - Federico Millet d'Arvillars, generale e politico italiano († 1858)
- 27 dicembre - Marie Hassenpflug, scrittrice tedesca († 1856)
- 29 dicembre - Christian Jürgensen Thomsen, archeologo danese († 1865)
- 29 dicembre - Tomás de Zumalacárregui, generale spagnolo († 1835)

## Senza giorno specificato(29)
- John James Abert, militare e esploratore statunitense († 1863)
- Jean-Paul Alaux, pittore e litografo francese († 1858)
- Odysseas Androutsos, patriota e militare greco († 1825)
- Yekaterina Avdeyeva, scrittrice russa († 1865)
- Marianne Baillie, scrittrice, poetessa e viaggiatrice britannica († 1831)
- Richard Harris Barham, scrittore britannico († 1845)
- Benigno Bossi, patriota italiano († 1870)
- Markos Botsaris, militare, condottiero e patriota albanese († 1823)
- James Burton, egittologo inglese († 1862)
- Ippolito Cais di Pierlas, militare, pittore e botanico italiano († 1858)
- Elisha Collier, ingegnere e inventore statunitense († 1856)
- Athanasios Diakos, rivoluzionario e patriota greco († 1821)
- Gregorios Papaflessas, patriota greco († 1825)
- Gambhir Singh, principe indiano († 1834)
- Basil Hall, esploratore scozzese († 1844)
- John Howell, inventore, imprenditore e scrittore britannico († 1863)
- Charles Mills, storico inglese († 1826)
- Camillo Nalin, poeta italiano († 1859)
- Giuseppe Nicolini, scrittore italiano († 1855)
- Angelo Ortolani, compositore italiano († 1874)
- Edward Sabine, scienziato irlandese († 1883)
- Sacajawea, esploratrice nativo americano († 1812)
- Nimfodora Semёnovna Semёnova, attrice teatrale russa († 1876)
- Domenico Spinelli, archeologo e numismatico italiano († 1863)
- William Hamilton, filosofo scozzese († 1856)
- Sulayman Pascià, militare egiziano († 1860)
- Ljubica Vukomanović, principessa serba († 1843)
- Ludwig von Wohlgemuth, generale e politico austriaco († 1851)
- Mohammed bin Thani, sovrano qatariota († 1878)